# Mas de la Sena
El Mas de la Sena és una masia situada dins del terme de Constantí, però a tocar de Reus, al costat de la partida de la Grassa. Hi condueix el camí del Mas de la Sena, que transcorre quasi tot pel terme de Reus.
És un mas antic que tenia una gran extensió de terra. Se n'han anat segregant diverses parts, que han donat lloc, dins del terme de Constantí a diferents masos: el mas del Busques, (un renom de Reus), el mas del Cisquet Gusi, el Mas del Giró, entre el rec de la Grassa i el camí dels Pobres, el mas de la Guixera, el mas de la Murtra, damunt de la carretera de Reus, tots ells a la partida de les Puntes.
També hi trobem la mina del mas de la Sena, que neix vora del Pi del Burgar i aboca l'aigua a la bassa del mas de la Sena. Una premsa d'oli que hi havia prop del mas de la Condesa coneguda com «el Premsot», pertanyia al mas de la Sena.